# Джуда Перл
Джуда Перл (англ. Judea Pearl, івр. יהודה פרל, нар. 4 вересня 1936) — американський та ізраїльський науковець, автор математичного апарату баєсових мереж, творець математичної та алгоритмічної бази ймовірнісного висновування, автор алгоритму розповсюдження довіри для графових ймовірнісних моделей, do-обчислення і обчислення умовних висловлювань, які суперечать факту.
Його дослідження в області штучного інтелекту були покладені в основу цілої низки винаходів, включаючи систему розпізнавання мови Apple Siri та безпілотні автомобілі Google. 2011 року Перл став лауреатом премії Тюрінга за «фундаментальний внесок у штучний інтелект за допомогою розробки обчислення для проведення ймовірнісних та причинно-наслідкових міркувань».
Лауреатом премії також був один з батьків Інтернету Вінтон Серф. На його думку, дослідження Перла дозволили змінити термін «мисляча машина» за останні 30 років. «Праці Перла вплинули не тільки на машинне навчання, але і на обробку природної мови, комп'ютерний зір, робототехніку, обчислювальну біологію, економетрику, когнітивистику та статистику», — вважає Серф.
Книга Перла «Probabilistic Reasoning in Intelligent Systems: Networks of Plausible Inference» (1988) займає 7-е місце в базі CiteSeerX за кількістю цитувань (5222 фактів станом на травень 2012 року).
В останні роки Перл став знаний як громадський діяч, президент Фонду ім. Деніела Перла. Фонд був створений після того, як син вченого, журналіст Wall Street Journal Деніел Перл був викрадений і убитий в Пакистані в 2002 році.
У вільний час учений захоплюється грою на музичних інструментах, співом.

## Біографія
Народився 4 вересня 1936 року в Тель-Авіві — підмандатна Палестина. Дитинство пройшло в Бней-Браку, одним із засновників якого був його дід — Хаїм Перл. У 1956 році після служби в ізраїльській армії і приєднання до комуни кібуців, Перл вирішив вивчати інженерну справу і вступив до Техніону (Хайфа, Ізраїль), де познайомився зі своєю майбутньою дружиною Рут. У 1960 здобув ступінь бакалавра електротехніки.
Після закінчення інституту вирушив далі навчатися до США, а в 1961 році здобув ступінь магістра електроніки в Нью-Аркському інженерному коледжі (сучасний Інститут технологій в Нью-Джерсі), в 1965 році — ступінь магістра фізики в Рутгертському університеті. Того ж року в Бруклінському політехнічному інституті (сучасний Нью-Йоркський університет) здобув ступінь доктора філософії з електротехніки. В дисертації Перла на тему «Вихрова теорія надпровідникових запам'ятовуючих пристроїв» (англ. Vortex Theory of Superconductive Memories) був відкритий пірловський вихор — новий тип надпровідного струму в тонких плівках, подібний вихору Абрикосова. Перл працював у дослідницькій лабораторії компанії RCA і в компанії Electronic Memories, де займався розробкою надпровідникових запам'ятовуючих пристроїв і сучасних систем пам'яті.
Давній інтерес до логіки і методів проведення міркувань спонукав Перла перейти в 1969 році в Каліфорнійський університет в Лос-Анджелісі, а в 1970 році він отримав місце на щойно створеному факультеті інформатики. 1976 року був призначений на посаду професора, в 1978 році він заснував лабораторію когнітивних систем. Ця лабораторія стала постійним робочим місцем ученого, в якому проводилися дослідження в галузі штучного інтелекту: евристичного пошуку, ймовірнісних міркувань і згодом — причинно-наслідкових міркувань. 1984 року публікує книгу «Евристики: інтелектуальні пошукові стратегії для автоматизованого вирішення проблем» (англ. Heuristics: Intelligent Search Strategies for Computer Problem Solving), в якій були представлені нові результати в області традиційних алгоритмів пошуку, таких, як А* і ігрових алгоритмів, що підняли дослідження в цьому напрямку на новий рівень.
У 1988 році публікує фундаментальну працю «Ймовірнісні міркування в інтелектуальних системах» (англ. Probabilistic Reasoning in Intelligent Systems), що стала революційною для штучного інтелекту. Через кілька років провідні дослідники в області логіки і нейронних мереж почали застосовувати ймовірнісний підхід, коротко званий тепер сучасним підходом в штучному інтелекті. У цій книзі, що являє собою підсумок багаторічних досліджень і більш ніж 50 публікацій, Перл пропонує новий підхід до побудови ймовірнісних моделей з використанням орієнтованих графів без циклів — ймовірнісні графові моделі: Байєсові мережі і Марковські мережі. Перлом був розроблений новий алгоритм обчислення апостеріорних ймовірностей в складних ймовірнісних моделях (алгоритм belief propagation («розповсюдження довіри»)), що став основою турбо-кодів, а також алгоритми наближеного виведення з використанням методу Монте-Карло в Марковських ланцюгах, властивості умовної незалежності, алгоритми навчання. Після публікації книги, Байєсові мережі стали важливою частиною досліджень в області машинного навчання, статистики, розпізнавання природної мови, обчислювальної біології, машинного зору, робототехніки та когнітивних наук.
У 2000 році виходить ще одна фундаментальна праця — книга «Причинність: моделі, міркування і висновок» (англ. Causality: Models, Reasoning, and Inference). В книзі запропоновано завершений строгий математичний апарат для виявлення причинно-наслідкових зв'язків в даних, проведення причинно-наслідкових міркувань (Causal Reasoning), міркувань з використанням протифактів (англ. counterfactual reasoning), інтервенціонального аналізу (англ. interventional analysis) і do-обчислення (англ. do-calculus). Робота Перла про причинності здобула премію Лакатоса як найвагоміший новаторський твір в області філософії науки. 2003 року Асоціація обчислювальної техніки нагородила Перла медаллю Аллена Ньюела за «внесок в штучний інтелект і його додатки, побудову потужної математичної та теоретичної бази за допомогою новаторських робіт в області евристичного пошуку, міркування в умовах невизначеності, задоволення обмежень, немонотонні міркування і причинно-наслідкове моделювання», а в 2008 році нагороджений медаллю Бенджаміна Франкліна за «створення перших основних алгоритмів для обчислень і міркувань в умовах невизначеності свідоцтва». 2011 року Перл став лауреатом Премії Тюрінга та Премії Гарві. Професор комп'ютерних наук Річард Корф (Richard Korf) описує Перла як одного з велетнів в галузі штучного інтелекту. 
У вільний час захоплюється музикою: грає на гітарі, піаніно, співає в хорі, збирає колекцію стародрукованих книг з математики, філософії, іудаїки. У Джуди та Рут Перл троє дітей: Тамара, Мішель і Деніел. Після викрадення і вбивства в 2002 році Деніела Перла, Джуда і Рут заснували Фонд Деніеля Перла.

## Висловлювання
- «Коли ви бачите феномен, який демонструє людина, то і комп'ютер повинен вміти імітувати це»[24]
- «Не існує свободи волі, однак свобода волі — корисна ілюзія, оскільки еволюція вважає за необхідне озброїти нас цією ілюзією… Наші дії зумовлені активацією нейронів. Один нейрон активується, бо інші нейрони посилають певні сигнали… Наші сьогоднішні дії визначаються станом розуму, сформованим вчора»[25]

## Нагороди
- 2011 —  Премія Тюрінга за «Фундаментальний внесок у штучний інтелект за допомогою розробки обчислення для проведення ймовірнісних і причинно-наслідкових міркувань»[6].
- 2011 —  Премія Гарві за «Основоположні роботи, які впливають на безліч аспектів сучасного життя»[21]
- 2011 —  Премія Румельхарта за «Внесок в теоретичні основи людського пізнання»[26].
- 2011 —  Зал слави IEEE. Штучний інтелект[27].
- 2008 —  Медаль Бенджаміна Франкліна в області комп'ютерних і когнітивних наук за «Створення перших основних алгоритмів для обчислень і міркувань в умовах невизначеності свідоцтва»[20].
- 2003 —  Медаль Алена Ньюела за «внесок в штучний інтелект і його додатки, побудова потужної математичної та теоретичної бази за допомогою новаторських робіт в області евристичного пошуку, міркувань в умовах невизначеності, задоволення обмежень, немонотонному міркувань і причинно-слідчого моделювання»[19].
- 2001 —  Премія Лакатоса за лекцію за роботу «Причинність: моделі, міркування, висновок» (2000)[18].